# プム・ジェンセン
プム・ジェンセン（พุ่ม เจนเซ่น あるいはプーム・ジェンセンภูมิ เจนเซ่น、1983年8月16日 - 2004年12月26日）は、タイ王国国王・ラーマ9世（プーミポン・アドゥンラヤデート王）の長女であるウボンラット王女（外戚）の息子。ラーマ10世国王（ワチラーロンコーン王）の甥。

## 人物
1983年8月16日、アメリカ合衆国・サンディエゴで生まれた。アメリカ国籍のピーター・ラッド・ジェンセンを父に持つために王族籍はなく、正式な王室の一員ではないが、ウボンラットの離婚によりタイ国内での王族的な活動などが認められ、プーミポン国王の外戚としてタイ国内では王族的な扱いを受けていた。

## スマトラ島沖地震による震災死
2004年12月26日に発生したスマトラ島沖地震での犠牲者の一人である。プムは母・ウボンラットをはじめとする家族全員で、パンガー県のカオラックにあるラ・フローラ・リゾート・ホテルに宿泊していたが、津波にさらわれ行方不明となった。
翌日に遺体が発見され、叔父のワチラーロンコーン王子（現・国王ラーマ10世）が遺体の確認をおこなった後、遺体はバンコクへ輸送された。21歳没。プムの死のため、一部の盛り場が自主休業を行うなど、津波後にはタイ国内全体で自粛ムードが続いた。
後に津波被害者の支援を行う基金としてプム・ジェンセンの名を冠したクン・プム基金が創設された。